# Poimenski seznam evroposlancev iz Bolgarije
Poimenski seznam evroposlancev iz Bolgarije'.

## Seznam
| Ime                          | Stranka                                                | Mandat(i) |
| Nedzhmi Ali                  | Skupina zavezništva liberalcev in demokratov za Evropo | 2007-2009 |
| Georgi Bliznashki            | Stranka evropskih socialistov                          | 2007-2009 |
| Mladen Petrov Chervenyakov   | Stranka evropskih socialistov                          | 2007-2009 |
| Christina Velcheva Christova | Skupina zavezništva liberalcev in demokratov za Evropo | 2007-2009 |
| Konstantin Dimitrov          | Evropska ljudska stranka - Evropski demokrati          | 2007-2009 |
| Martin Dimitrov              | Evropska ljudska stranka - Evropski demokrati          | 2007-2009 |
| Philip Dimitrov              | Evropska ljudska stranka - Evropski demokrati          | 2007-2009 |
| Filiz Husmenova              | Skupina zavezništva liberalcev in demokratov za Evropo | 2007-2009 |
| Stanimir Ilchev              | Skupina zavezništva liberalcev in demokratov za Evropo | 2007-2009 |
| Tchetin Kazak                | Skupina zavezništva liberalcev in demokratov za Evropo | 2007-2009 |
| Evgeni Kirilov               | Stranka evropskih socialistov                          | 2007-2009 |
| Marusya Ivanova Ljubčeva     | Stranka evropskih socialistov                          | 2007-2009 |
| Atanas Atanassov Paparizov   | Stranka evropskih socialistov                          | 2007-2009 |
| Antonyia Parvanova           | Skupina zavezništva liberalcev in demokratov za Evropo | 2007-2009 |
| Lydia Shouleva               | Skupina zavezništva liberalcev in demokratov za Evropo | 2007-2009 |
| Stefan Sofianski             | Evropska ljudska stranka - Evropski demokrati          | 2007-2009 |
| Dimitar Stojanov             | [Identiteta/Suverenost/Transparentnost]]               | 2007-2009 |
| Kristian Vigenin             | Stranka evropskih socialistov                          | 2007-2009 |